# Liste der Preisträger und Nominierten des International Booker Prize
Die Liste der Preisträger und Nominierten des International Booker Prize (bis 2019 Man Booker International Prize) verzeichnet die ausgezeichneten und nominierten Werke und Autoren seit der ersten Verleihung des International Booker Prize im Jahr 2005. Ebenfalls angeführt sind die Jurymitglieder der jeweiligen Jahrgänge.

## Preisträger und Nominierungen

### Bester Roman (ab 2016)

#### 2016

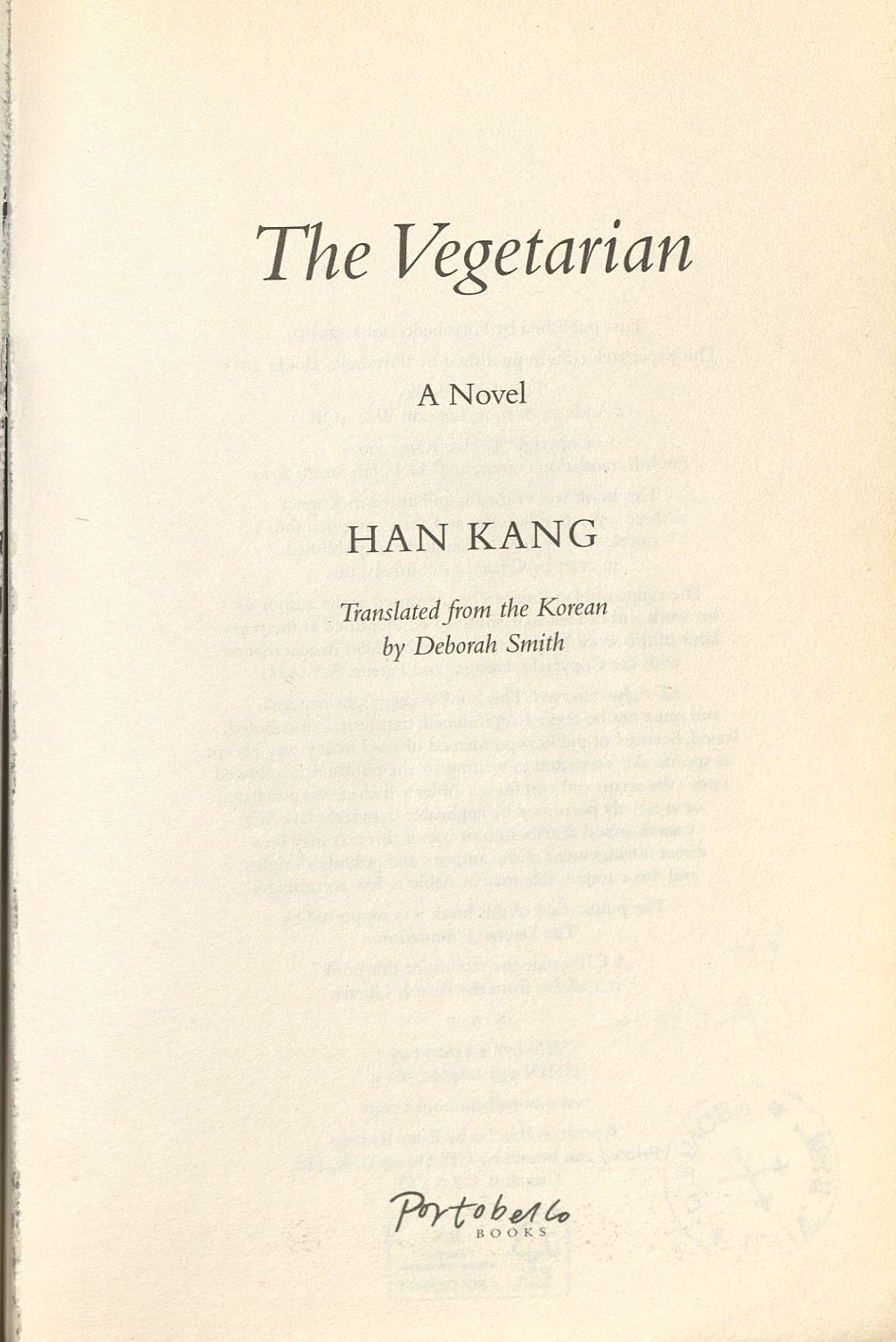
Paperback bei Portobello (2015)

Bei der ersten Verleihung des neu umstrukturierten Preises im Jahr 2016 wurden insgesamt 155 Romane eingereicht, die zwischen dem 1. Januar 2015 und 30. April 2016 in englischer Sprache im Vereinigten Königreich veröffentlicht wurden. Die Jury um den Independent-Journalisten Boyd Tonkin (Vorsitz), die Anthropologin und Autorin Tahmima Anam, den Wissenschaftler David Bellos, den Herausgeber und Wissenschaftler Daniel Medin sowie die Autorin Ruth Padel präsentierte im März 2016 eine Longlist mit 13 Titeln. Im April folgte die Shortlist mit sechs Werken. Die Prämierung des Gewinnertitels fand am 16. Mai 2016 während eines formellen Abendessens im Victoria and Albert Museum in London statt.
Shortlist
| Preisträger und Nominierte (Shortlist)                         | Titel (Originaltitel)                                       | Deutscher Titel                        |
| -------------------------------------------------------------- | ----------------------------------------------------------- | -------------------------------------- |
| Han Kang (Südkorea), Deborah Smith (Übersetzung)               | The Vegetarian (채식주의자 / Chaesikjuuija)                 | Die Vegetarierin                       |
| José Eduardo Agualusa (Angola), Daniel Hahn (Übersetzung)      | A General Theory of Oblivion (Teoria geral do Esquecimento) | Eine allgemeine Theorie des Vergessens |
| Elena Ferrante (Italien), Ann Goldstein (Übersetzung)          | The Story of the Lost Child (Storia della bambina perduta)  | Die Geschichte des verlorenen Kindes   |
| Orhan Pamuk (Türkei), Ekin Oklap (Übersetzung)                 | A Strangeness in My Mind (Kafamda Bir Tuhaflık)             | Diese Fremdheit in mir                 |
| Robert Seethaler (Österreich), Charlotte Collins (Übersetzung) | A Whole Life (Ein ganzes Leben)                             | Ein ganzes Leben                       |
| Yan Lianke (VR China), Carlos Rojas (Übersetzung)              | The Four Books (四书, Sishu)                                | Die vier Bücher                        |

Longlist (mit den weiteren Nominierten)
| Nominierte (Longlist)                                                    | Titel (Originaltitel)                 | Deutscher Titel         |
| ------------------------------------------------------------------------ | ------------------------------------- | ----------------------- |
| Maylis de Kerangal (Frankreich), Jessica Moore (Übersetzung)             | Mend the Living (Réparer les vivants) | Die Lebenden reparieren |
| Eka Kurniawan (Indonesien), Labodalih Sembiring (Übersetzung)            | Man Tiger (Lelaki harimau)            | Tigermann               |
| Fiston Mwanza Mujila (DR Kongo/Österreich), Roland Glasser (Übersetzung) | Tram 83 (Tram 83)                     | Tram 83                 |
| Raduan Nassar (Brasilien), Stefan Tobler (Übersetzung)                   | A Cup of Rage (Um copo de cólera)     | Ein Glas Wut            |
| Marie NDiaye (Frankreich), Jordan Stump (Übersetzung)                    | Ladivine (Ladivine)                   | Ladivine                |
| Kenzaburō Ōe (Japan), Deborah Boliver Boehm (Übersetzung)                | Death by Water (Suishi)               | Der nasse Tod           |
| Aki Ollikainen (Finnland), Emily & Fleur Jeremiah (Übersetzung)          | White Hunger (Nälkävuosi)             | Das Hungerjahr          |

#### 2017

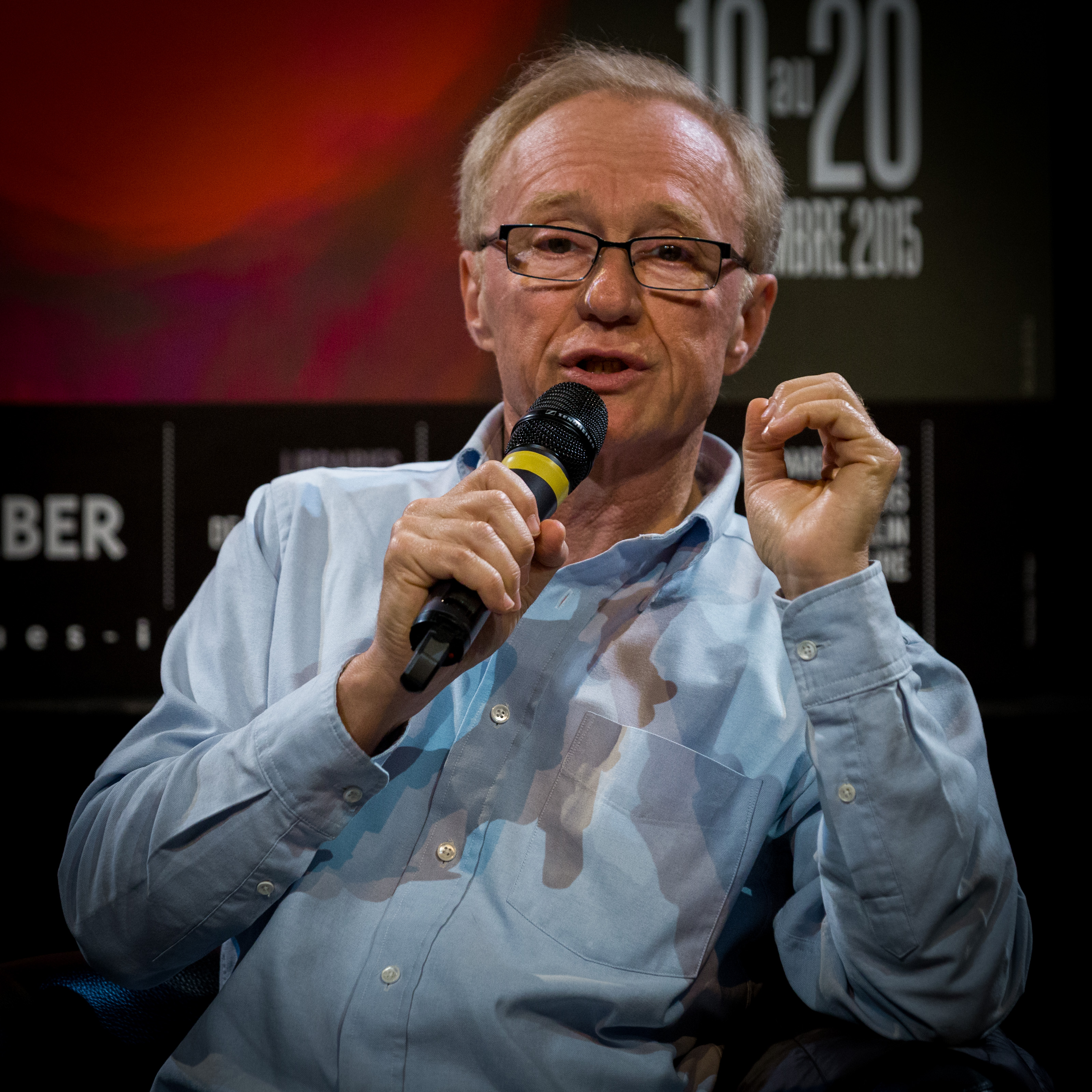
2017 geehrt: David Grossman

Bei der zweiten Verleihung konnten Bücher vorgeschlagen werden, die zwischen dem 1. Mai 2016 und 30. April 2017 in englischer Sprache im Vereinigten Königreich veröffentlicht wurden (eine Mindestanzahl an Nominierungen pro Verlag gab es nicht). Insgesamt wurden 126 Bücher eingereicht. Die Jury bestand aus Nick Barley (Vorsitz), Leiter des Edinburgh International Book Festival, dem britischen Schriftsteller, Herausgeber und Übersetzer Daniel Hahn, der türkischen Autorin Elif Shafak, der nigerianischen Schriftstellerin Chika Unigwe und der britischen Dichterin Helen Mort. Die Longlist mit 13 Titeln wurde am 15. März 2017 präsentiert. Daraus erstellte die Jury eine Shortlist mit sechs Titeln, die am 20. April 2017 veröffentlicht wurde. Die Prämierung des Gewinnertitels fand am 14. Juni 2017 wie im Vorjahr während eines formellen Abendessens im Victoria and Albert Museum in London statt.
Shortlist
| Preisträger und Nominierte (Shortlist)                        | Titel (Originaltitel)                                                 | Deutscher Titel                |
| ------------------------------------------------------------- | --------------------------------------------------------------------- | ------------------------------ |
| David Grossman (Israel), Jessica Cohen (Übersetzung)          | A Horse Walks Into a Bar (סוס אחד נכנס לְבָּר, Sus Echad Nichnas Le-Bar) | Kommt ein Pferd in die Bar     |
| Mathias Énard (Frankreich), Charlotte Mandell (Übersetzung)   | Compass (Boussole)                                                    | Kompass                        |
| Roy Jacobsen (Norwegen), Don Bartlett, Don Shaw (Übersetzung) | The Unseen (De Usynlige)                                              | Die Unsichtbaren               |
| Dorthe Nors (Dänemark), Misha Hoekstra (Übersetzung)          | Mirror, Shoulder, Signal (Spejl, skulder, blink)                      | Rechts blinken, links abbiegen |
| Amos Oz (Israel), Nicholas de Lange (Übersetzung)             | Judas (הבשורה על פי יהודה, Habesora al pi Jehuda)                     | Judas                          |
| Samanta Schweblin (Argentinien), Megan McDowell (Übersetzung) | Fever Dream (Distancia de rescate)                                    | Das Gift                       |

Longlist (mit den weiteren Nominierten)
| Nominierte (Longlist)                                       | Titel (Originaltitel)                          | Deutscher Titel              |
| ----------------------------------------------------------- | ---------------------------------------------- | ---------------------------- |
| Wioletta Greg (Polen), Eliza Marciniak (Übersetzung)        | Swallowing Mercury (Wydawnictwo Czarne)        | nicht bekannt                |
| Stefan Hertmans (Belgien), David McKay (Übersetzung)        | War and Turpentine (Oorlog en terpentijn)      | Der Himmel meines Großvaters |
| Ismail Kadare (Albanien), John Hodgson (Übersetzung)        | The Traitor’s Niche (Kamarja e turpit)         | Der Schandkasten             |
| Jón Kalman Stefánsson (Island), Phil Roughton (Übersetzung) | Fish Have No Feet (Fiskarnir hafa enga fatur)  | Fische haben keine Beine     |
| Alain Mabanckou (Frankreich), Helen Stevenson (Übersetzung) | Black Moses (Petit Piment)                     | Petit Piment                 |
| Clemens Meyer (Deutschland), Katy Derbyshire (Übersetzung)  | Bricks and Mortar (Im Stein)                   | Im Stein                     |
| Yan Lianke (VR China), Carlos Rojas (Übersetzung)           | The Explosion Chronicles (炸裂志, Zha lie zhi) | nicht bekannt                |

#### 2018

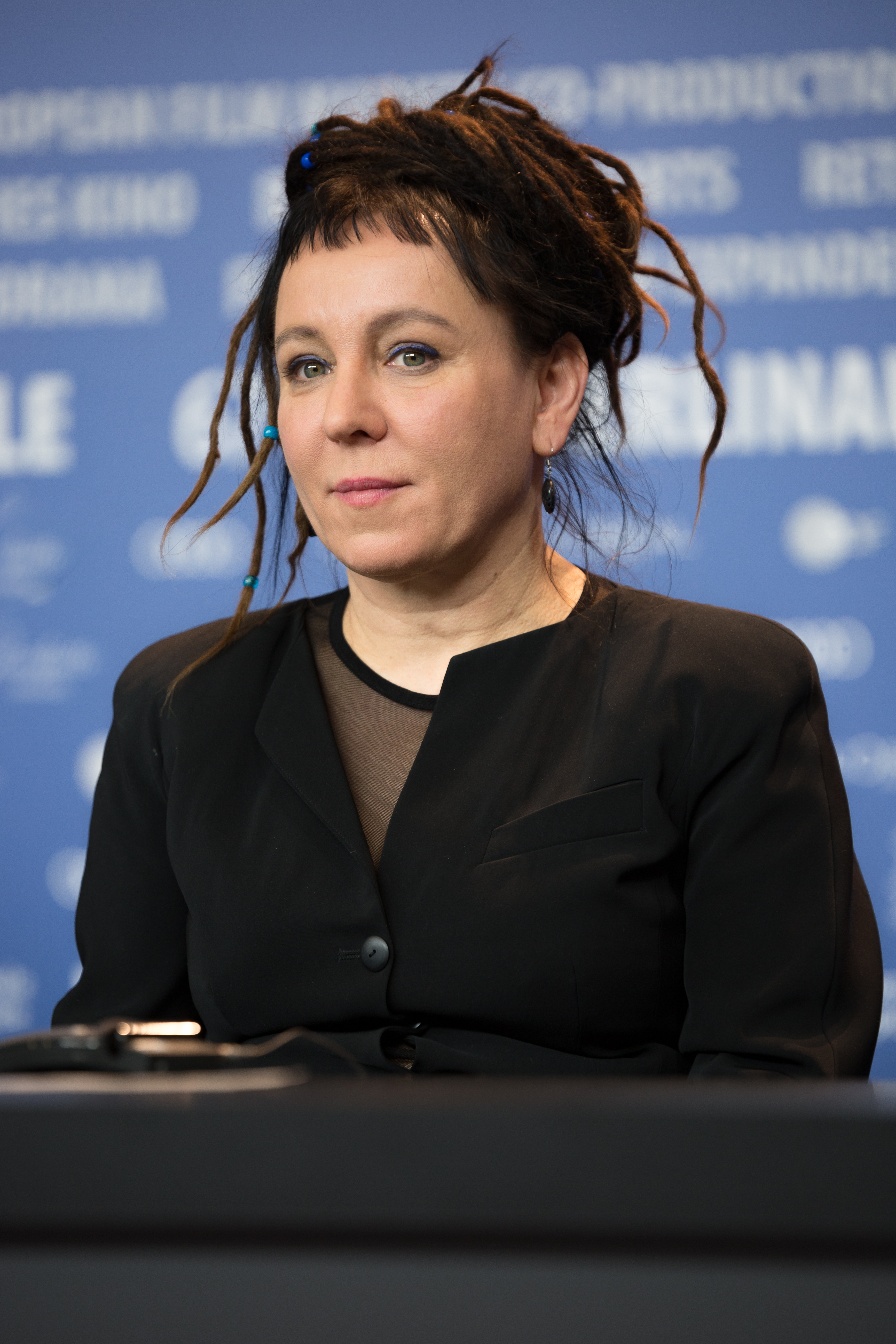
2018 preisgekrönt: Olga Tokarczuk

Bei der dritten Verleihung konnten Bücher vorgeschlagen werden, die zwischen dem 1. Mai 2017 und 30. April 2018 in englischer Sprache im Vereinigten Königreich veröffentlicht wurden (eine Mindestanzahl an Nominierungen pro Verlag gab es wie im Vorjahr nicht). Insgesamt wurden von der Jury 108 Bücher berücksichtigt. Die Jury bestand aus der Autorin Lisa Appignanesi (Vorsitz), dem Lyriker, Übersetzer und Literaturwissenschaftler Michael Hofmann, dem Romanautor Hari Kunzru, dem britischen Journalisten und Literaturkritiker Tim Martin (The Telegraph) und der Autorin Helen Oyeyemi. Die Longlist mit 13 Titeln wurde am 12. März 2018 präsentiert. Daraus erstellte die Jury eine Shortlist mit sechs Titeln, die am 12. April 2018 veröffentlicht wurde. Die Bekanntgabe des Gewinnertitels erfolgte am 22. Mai 2018 und fand wie in den Vorjahren während eines formellen Abendessens im Victoria and Albert Museum in London statt.
Shortlist
| Preisträger und Nominierte (Shortlist)                                                   | Titel (Originaltitel)                                                   | Deutscher Titel                      |
| ---------------------------------------------------------------------------------------- | ----------------------------------------------------------------------- | ------------------------------------ |
| Olga Tokarczuk (Polen), Jennifer Croft (Übersetzung)                                     | Flights (Bieguni)                                                       | Unrast                               |
| Virginie Despentes (Frankreich), Frank Wynne (Übersetzung)                               | Vernon Subutex 1 (Vernon Subutex 1)                                     | Das Leben des Vernon Subutex, Teil 1 |
| Han Kang (Südkorea), Deborah Smith (Übersetzung)                                         | The White Book (흰 / Huin)                                              | Weiß                                 |
| László Krasznahorkai (Ungarn), John Batki, Ottilie Mulzet & George Szirtes (Übersetzung) | The World Goes On (Megy a világ)                                        | Die Welt voran                       |
| Antonio Muñoz Molina (Spanien), Camilo A. Ramirez (Übersetzung)                          | Like a Fading Shadow (Como la sombra que se va)                         | Schwindende Schatten                 |
| Ahmed Saadawi (Irak), Jonathan Wright (Übersetzung)                                      | Frankenstein in Baghdad (فرانكشتاين في بغداد / Frānkshtāyin fī Baghdād) | Frankenstein in Bagdad               |

Longlist (mit den weiteren Nominierten)
| Nominierte (Longlist)                                                     | Titel (Originaltitel)                                          | Deutscher Titel           |
| ------------------------------------------------------------------------- | -------------------------------------------------------------- | ------------------------- |
| Laurent Binet (Frankreich), Sam Taylor (Übersetzung)                      | The 7th Function of Language (La septième fonction du langage) | Die siebte Sprachfunktion |
| Javier Cercas (Spanien), Frank Wynne (Übersetzung)                        | The Impostor (El impostor)                                     | Der falsche Überlebende   |
| Jenny Erpenbeck (Deutschland), Susan Bernofsky (Übersetzung)              | Go, Went, Gone (Gehen, ging, gegangen)                         | Gehen, ging, gegangen     |
| Ariana Harwicz (Argentinien), Sarah Moses & Carolina Orloff (Übersetzung) | Die, My Love (Matate, amor)                                    | Stirb doch, Liebling      |
| Christoph Ransmayr (Österreich), Simon Pare (Übersetzung)                 | The Flying Mountain (Der fliegende Berg)                       | Der fliegende Berg        |
| Wu Ming-Yi (Taiwan), Darryl Sterk (Übersetzung)                           | The Stolen Bicycle (單車失竊記)                                | nicht bekannt             |
| Gabriela Ybarra (Spanien), Natasha Wimmer (Übersetzung)                   | The Dinner Guest (El comensal)                                 | nicht bekannt             |

#### 2019
Bei der vierten Verleihung wurden von der Jury 108 Bücher berücksichtigt. Die Jury bestand aus der Historikerin und Autorin Bettany Hughes (Vorsitz), der Schriftstellerin und Übersetzerin Maureen Freely, der Philosophie-Professorin Angie Hobbs, dem Romanautor und Satiriker Elnathan John sowie dem Schriftsteller Pankaj Mishra. Die Longlist mit 13 Titeln wurde am 12. März 2019 präsentiert. Daraus erstellte die Jury eine Shortlist, die am 9. April 2019 veröffentlicht wurde. Die Bekanntgabe des Gewinnertitels erfolgte am 21. Mai 2019 während eines formellen Abendessens im The Roundhouse in London.
Shortlist
| Preisträger und Nominierte (Shortlist)                      | Titel (Originaltitel)                                                               | Deutscher Titel            |
| ----------------------------------------------------------- | ----------------------------------------------------------------------------------- | -------------------------- |
| Jokha Alharthi (Oman), Marilyn Booth (Übersetzung)          | Celestial Bodies (سيدات القمر, Sayyidat al-qamar)                                   | Herrinnen des Mondes       |
| Annie Ernaux (Frankreich), Alison L. Strayer (Übersetzung)  | The Years (Les Années)                                                              | Die Jahre                  |
| Marion Poschmann (Deutschland), Jen Calleja (Übersetzung)   | The Pine Islands (Die Kieferninseln)                                                | Die Kieferninseln          |
| Olga Tokarczuk (Polen), Antonia Lloyd-Jones (Übersetzung)   | Drive your Plow over the Bones of the Dead (Prowadź swój pług przez kości umarłych) | Der Gesang der Fledermäuse |
| Juan Gabriel Vásquez (Kolumbien), Anne McLean (Übersetzung) | The Shape of the Ruins (La forma de las ruinas)                                     | Die Gestalt der Ruinen     |
| Alia Trabucco Zerán (Chile), Sophie Hughes (Übersetzung)    | The Remainder (La resta)                                                            | Die Differenz              |

Longlist (mit den weiteren Nominierten)
| Nominierte (Longlist)                                           | Titel (Originaltitel)                                  | Deutscher Titel               |
| --------------------------------------------------------------- | ------------------------------------------------------ | ----------------------------- |
| Can Xue (China), Annelise Finegan Wasmoen (Übersetzung)         | Love In The New Millennium (Xin shi ji ai qing gu shi) | nicht bekannt                 |
| Hwang Sok-yong (Südkorea), Sora Kim-Russell (Übersetzung)       | At Dusk (해질무렵 / Haejilmuryeop)                     | Dämmerstunde                  |
| Mazen Maarouf (Palästina/Island), Jonathan Wright (Übersetzung) | Jokes for the Gunmen (Nukāt lil-Musallahīn)            | Ein Witz für ein Leben        |
| Hubert Mingarelli (Frankreich), Sam Taylor (Übersetzung)        | Four Soldiers (Quatre soldats)                         | Ein Notizbuch                 |
| Samanta Schweblin (Argentinien), Megan McDowell (Übersetzung)   | Mouthful of Birds (Pájaros en la boca)                 | Die Wahrheit über die Zukunft |
| Sara Stridsberg (Schweden), Deborah Bragan-Turner (Übersetzung) | The Faculty of Dreams (Drömfakulteten)                 | Traumfabrik                   |
| Tommy Wieringa (Niederlande), Sam Garrett (Übersetzung)         | The Death of Murat Idrissi (De dood van Murat Idrissi) | nicht bekannt                 |

#### 2020

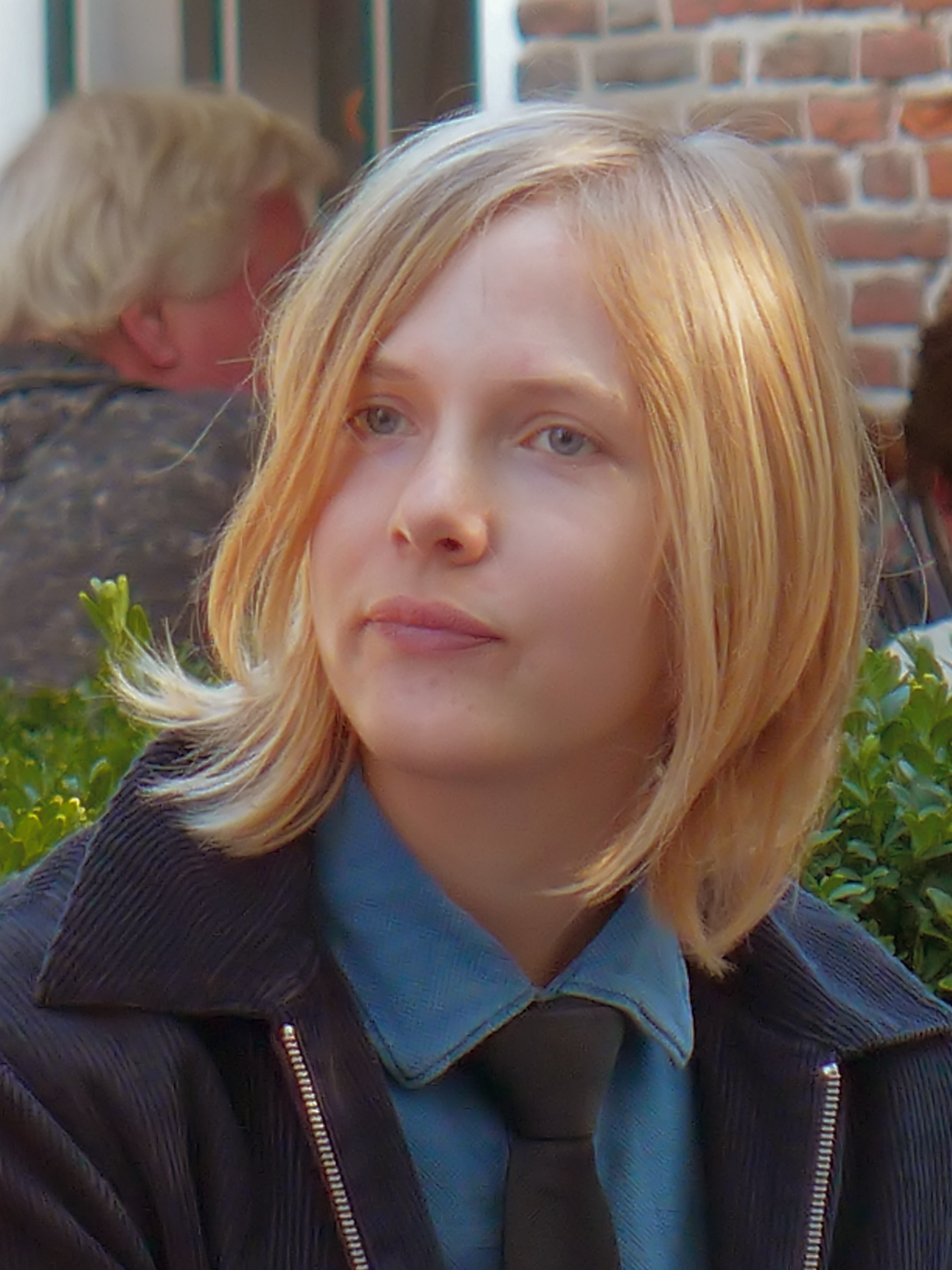
2020 ausgezeichnet: Marieke Lucas Rijneveld

Bei der fünften Verleihung wurden von der Jury 124 Bücher berücksichtigt. Die Jury bestand aus dem Leiter für Literatur am Southbank Centre Ted Hodgkinson (Vorsitz), der Direktorin der Villa Gillet Lucie Campos, der Übersetzerin und Schriftstellerin Jennifer Croft (Preisträgerin 2018, gemeinsam mit Olga Tokarczuk), der Schriftstellerin Valeria Luiselli und dem Autor und Musiker Jeet Thayil (nominiert mit Narcopolis für den Man Booker Prize 2012). Die Longlist mit 13 Titeln wurde am 27. Februar 2020 präsentiert. Daraus erstellte die Jury eine Shortlist, die am 2. April 2020 veröffentlicht wurde. Der Gewinnertitel wurde am 26. August 2020 bekanntgegeben, nachdem das gesamte Auszeichnungsverfahren für 2020 aufgrund der aktuell bestehenden COVID-19-Pandemie um mehrere Monate prolongiert worden war.
Shortlist
| Preisträger und Nominierte (Shortlist)                                                 | Titel (Originaltitel)                                                                           | Deutscher Titel                 |
| -------------------------------------------------------------------------------------- | ----------------------------------------------------------------------------------------------- | ------------------------------- |
| Marieke Lucas Rijneveld (Niederlande), Michele Hutchison (Übersetzung)                 | The Discomfort of Evening (De avond is ongemak)                                                 | Was man sät                     |
| Shokoofeh Azar (Iran), Anonymus (Übersetzung)                                          | The Enlightenment of The Greengage Tree (اشراق درخت گوجه سبز / Ishrāq-i dirakht-i gūjah-i sabz) | nicht bekannt                   |
| Gabriela Cabezón Cámara (Argentinien), Iona Macintyre & Fiona Mackintosh (Übersetzung) | The Adventures of China Iron (Las aventuras de China Iron)                                      | nicht bekannt                   |
| Daniel Kehlmann (Deutschland), Ross Benjamin (Übersetzung)                             | Tyll (Tyll)                                                                                     | Tyll                            |
| Fernanda Melchor (Mexiko), Sophie Hughes (Übersetzung)                                 | Hurricane Season (Temporada de Huracanes)                                                       | Saison der Wirbelstürme         |
| Yōko Ogawa (Japan), Stephen Snyder (Übersetzung)                                       | The Memory Police (密やかな結晶 / Hisoyaka na kesshō)                                           | Insel der verlorenen Erinnerung |

Longlist (mit den weiteren Nominierten)
| Nominierte (Longlist)                                                           | Titel (Originaltitel)                                                | Deutscher Titel                  |
| ------------------------------------------------------------------------------- | -------------------------------------------------------------------- | -------------------------------- |
| Willem Anker (Südafrika), Michiel Heyns (Übersetzung)                           | Red Dog (Buys)                                                       | nicht bekannt                    |
| Jon Fosse (Norwegen), Damion Searls (Übersetzung)                               | The Other Name: Septology I–II (Det andre namnet – Septologien I-II) | Der andere Name. Heptalogie I–II |
| Nino Haratischwili (Georgien), Charlotte Collins & Ruth Martin (Übersetzung)    | The Eighth Life (Das achte Leben (Für Brilka))                       | Das achte Leben (Für Brilka)     |
| Michel Houellebecq (Frankreich), Shaun Whiteside (Übersetzung)                  | Serotonin (Sérotonine)                                               | Serotonin                        |
| Emmanuelle Pagano (Frankreich), Sophie Lewis & Jennifer Higgins (Übersetzung)   | Faces on the Tip of My Tongue (Un renard à mains nues)               | nicht bekannt                    |
| Samanta Schweblin (Argentinien), Megan McDowell (Übersetzung)                   | Little Eyes (Kentukis)                                               | Hundert Augen                    |
| Enrique Vila-Matas (Spanien), Margaret Jull Costa & Sophie Hughes (Übersetzung) | Mac and His Problem (Mac y su contratiempo)                          | nicht bekannt                    |

#### 2021

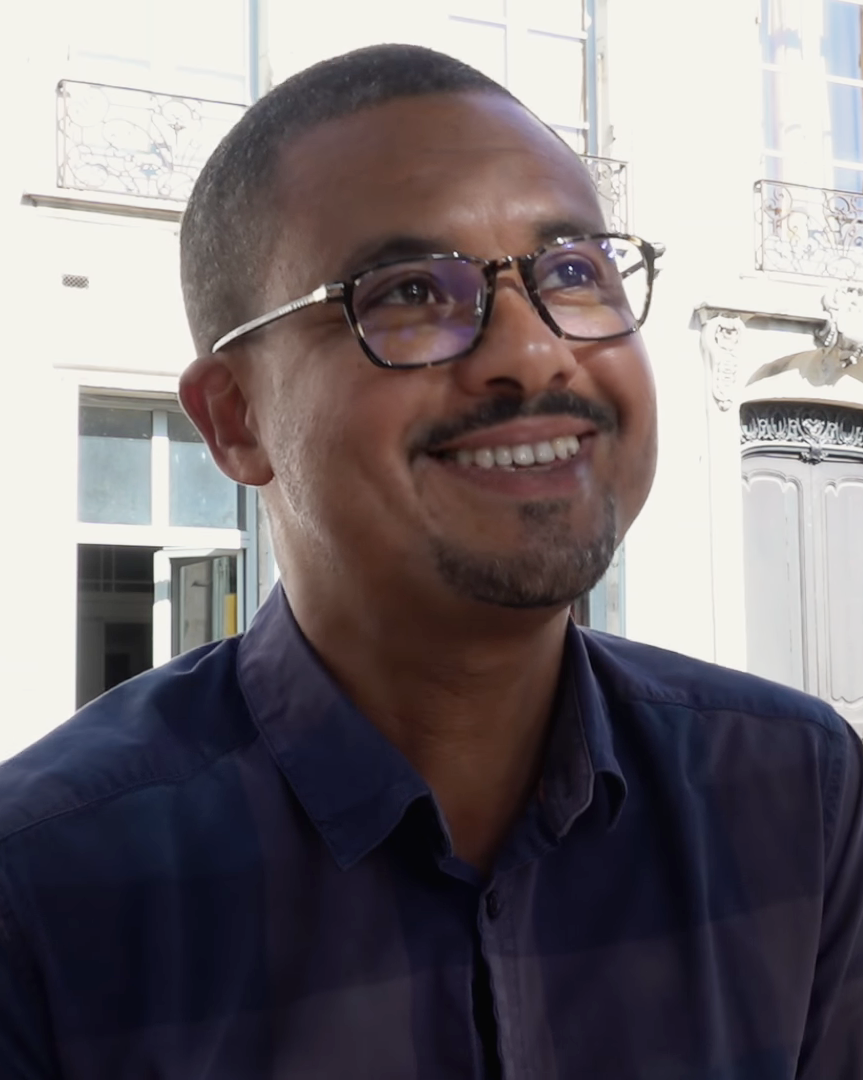
2021 ausgezeichnet: David Diop

Unter dem Vorsitz von Lucy Hughes-Hallett fungierten als Jury Aida Edemariam, Neel Mukherjee, Olivette Otele und George Szirtes. Am 30. März 2021 wurde die aus 13 Werken bestehende Longlist bekannt gegeben, die aus insgesamt 125 eingereichten Titeln erstellt worden war. Die Shortlist wurde am 22. April, das preisgekrönte Werk am 2. Juni 2021 bekannt gegeben.
Shortlist
| Preisträger und Nominierte (Shortlist)                          | Titel (Originaltitel)                                            | Deutscher Titel               |
| --------------------------------------------------------------- | ---------------------------------------------------------------- | ----------------------------- |
| David Diop (Frankreich/Senegal), Anna Moschovakis (Übersetzung) | At Night All Blood is Black (Frère d’âme)                        | Nachts ist unser Blut schwarz |
| Mariana Enríquez (Argentinien), Megan McDowell (Übersetzung)    | The Dangers of Smoking in Bed (Los peligros de fumar en la cama) | nicht bekannt                 |
| Benjamín Labatut (Chile), Megan McDowell (Übersetzung)          | When We Cease to Understand the World (Un verdor terrible)       | Das blinde Licht              |
| Olga Ravn (Dänemark), Martin Aitken (Übersetzung)               | The Employees (Ansatte)                                          | Die Angestellten              |
| Marija Stepanowa (Russland), Sasha Dugdale (Übersetzung)        | In Memory of Memory (Pamjati pamjati)                            | Nach dem Gedächtnis           |
| Éric Vuillard (Frankreich), Nichola Smalley (Übersetzung)       | The War of the Poor (La guerre des pauvres)                      | Der Krieg der Armen           |

Longlist (mit den weiteren Nominierten)
| Nominierte (Longlist)                                           | Titel (Originaltitel)                                       | Deutscher Titel              |
| --------------------------------------------------------------- | ----------------------------------------------------------- | ---------------------------- |
| Can Xue (China), Karen Gernant & Chen Zeping (Übersetzung)      | I Live in the Slums ?                                       | nicht bekannt                |
| Nana Ekvtimishvili (Georgien), Elizabeth Heighway (Übersetzung) | The Pear Field (მსხლების მინდორი / Msxlebis mindori)        | Das Birnenfeld               |
| Ngũgĩ wa Thiong’o (Kenia), Ngũgĩ wa Thiong’o (Übersetzung)      | The Perfect Nine: The Epic Gikuyu and Mumbi (Kenda Mũiyũru) | nicht bekannt                |
| Jaap Robben (Niederlande), David Doherty (Übersetzung)          | Summer Brother (Zomervacht)                                 | nicht bekannt                |
| Judith Schalansky (Deutschland), Jackie Smith (Übersetzung)     | An Inventory of Losses (Verzeichnis einiger Verluste)       | Verzeichnis einiger Verluste |
| Adania Shibli (Palästina), Elisabeth Jaquette (Übersetzung)     | Minor Detail (تفصيل ثانوي / Tafṣīl Ṯānawī)                  | Eine Nebensache              |
| Andrzej Tichý (Schweden), Nichola Smalley (Übersetzung)         | Wretchedness (Eländet)                                      | nicht bekannt                |

#### 2022
Erstmals wurde mit dem Iren Frank Wynne ein Übersetzer als Juryvorsitzender berufen. Ihm stehen mit Merve Emre, Petina Gappah, Viv Groskop und Jeremy Tiang vier weitere Jurymitglieder zur Seite. Das Preisgeld für die nominierten Autoren und Übersetzer der Shortlist wurde von 1000 Pfund Sterling auf 2500 Pfund Sterling angehoben, womit der Preis nun mit insgesamt 80.000 Pfund Sterling dotiert ist.
Am 10. März 2022 wurde die aus 13 Werken bestehende Longlist veröffentlicht. Die Shortlist sollte am 7. April auf der London Book Fair bekannt gegeben werden. Die Vorstellung des preisgekrönten Werks Tomb of Sand erfolgte am 26. Mai 2022 am Londoner Veranstaltungsort One Marylebone.
Shortlist
| Preisträger und Nominierte (Shortlist)                         | Titel (Originaltitel)                                             | Deutscher Titel                    |
| -------------------------------------------------------------- | ----------------------------------------------------------------- | ---------------------------------- |
| Geetanjali Shree (Indien), Daisy Rockwell (Übersetzung)        | Tomb of Sand (Reta-samādhi)                                       | nicht bekannt                      |
| Bora Chung (Südkorea), Anton Hur (Übersetzung)                 | Cursed Bunny (저주 토끼 / Jeoju tokki)                            | Der Fluch des Hasen                |
| Jon Fosse (Norwegen), Damion Searls (Übersetzung)              | A New Name: Septology VI-VII (Eit nytt namn – Septologien VI-VII) | Ein neuer Name - Heptalogie VI-VII |
| Mieko Kawakami (Japan), Samuel Bett & David Boyd (Übersetzung) | Heaven (Hevun)                                                    | Heaven                             |
| Claudia Piñeiro (Argentinien), Frances Riddle (Übersetzung)    | Elena Knows (Elena sabe)                                          | Elena weiß Bescheid                |
| Olga Tokarczuk (Polen), Jennifer Croft (Übersetzung)           | The Books of Jacob (Księgi Jakubowe)                              | Die Jakobsbücher                   |

Longlist (mit den weiteren Nominierten)
| Nominierte (Longlist)                                            | Titel (Originaltitel)                                         | Deutscher Titel      |
| ---------------------------------------------------------------- | ------------------------------------------------------------- | -------------------- |
| Jonas Eika (Dänemark), Sherilyn Hellberg (Übersetzung)           | After the Sun (Efter Solen)                                   | Nach der Sonne       |
| David Grossman (Israel), Jessica Cohen (Übersetzung)             | More Than I Love My Life (Iti ha'chayim mesachek harbeh)      | nicht bekannt        |
| Violaine Huisman (Frankreich), Leslie Camhi (Übersetzung)        | The Book of Mother (Fugitive parce que reine)                 | Die Entflohene       |
| Fernanda Melchor (Mexiko), Sophie Hughes (Übersetzung)           | Paradais (Páradais)                                           | Paradais             |
| Sang Young Park (Südkorea), Anton Hur (Übersetzung)              | Love in the Big City (대도시의 사랑법 / Daedosiui sarangbeop) | Love in the Big City |
| Norman Erikson Pasaribu (Indonesien), Tiffany Tsao (Übersetzung) | Happy Stories, Mostly (?)                                     | nicht bekannt        |
| Paulo Scott (Brasilien), Daniel Hahn (Übersetzung)               | Phenotypes (Marrom e Amarelo)                                 | nicht bekannt        |

#### 2023
Der Jury stand die Autorin Leïla Slimani vor. Weitere Mitglieder waren Uilleam Blacker, Tan Twan Eng, Parul Sehgal und Frederick Studemann. Die Longlist wurde am 14. März 2023 bekannt gegeben, die Shortlist am 18. April 2023. Die Bekanntgabe des ausgezeichneten Titels erfolgte am 23. Mai 2023 in London.
| Preisträger und Nominierte (Shortlist)                    | Titel (Originaltitel)                                               | Deutscher Titel               |
| --------------------------------------------------------- | ------------------------------------------------------------------- | ----------------------------- |
| Eva Baltasar (Spanien), Julia Sanches (Übersetzung)       | Boulder (Boulder)                                                   | nicht bekannt                 |
| Cheon Myeong-kwan (Südkorea), Chi-Young Kim (Übersetzung) | Whale (고래 / Gorae)                                                | Der Wal                       |
| Maryse Condé (Frankreich), Richard Philcox (Übersetzung)  | The Gospel According to the New World (L’Evangile du Nouveau Monde) | Das Evangelium der neuen Welt |
| Gauz (Elfenbeinküste), Frank Wynne (Übersetzung)          | Standing Heavy (Debout-Payé)                                        | Wartelöhner                   |
| Georgi Gospodinow (Bulgarien), Angela Rodel (Übersetzung) | Time Shelter (Времеубежище / Wremeubeschischte)                     | Zeitzuflucht                  |
| Guadalupe Nettel (Mexiko), Rosalind Harvey (Übersetzung)  | Still born (Hija única)                                             | nicht bekannt                 |

Longlist (mit den weiteren Nominierten)
| Nominierte (Longlist)                                              | Titel (Originaltitel)                                                                               | Deutscher Titel                            |
| ------------------------------------------------------------------ | --------------------------------------------------------------------------------------------------- | ------------------------------------------ |
| Vigdis Hjorth (Norwegen), Charlotte Barslund (Übersetzung)         | Is Mother Dead (Er mor død)                                                                         | Die Wahrheiten meiner Mutter               |
| Andrij Kurkow (Ukraine), Reuben Woolley (Übersetzung)              | Jimi Hendrix live in Lwiw (Львівська гастроль Джимі Хендрікса / Lwiwska hastrol Dschymi Chendriksa) | Jimi Hendrix live in Lemberg               |
| Laurent Mauvignier (Frankreich), Daniel Levin Becker (Übersetzung) | The Birthday Party (Histoires de la Nuit)                                                           | nicht bekannt                              |
| Clemens Meyer (Deutschland), Katy Derbyshire (Übersetzung)         | While We Were Dreaming (Als wir träumten)                                                           | Als wir träumten                           |
| Perumal Murugan (Indien), Aniruddhan Vasudevan (Übersetzung)       | Pyre (Pūkkul̲i)                                                                                      | nicht bekannt                              |
| Amanda Svensson (Schweden), Nichola Smalley (Übersetzung)          | A System So Magnificent It Is Blinding (Ett system så magnifikt att det bländar)                    | Ein System, so schön, dass es dich blendet |
| Zou Jingzhi (VR China), Jeremy Tiang (Übersetzung)                 | Ninth Building (?)                                                                                  | nicht bekannt                              |

#### 2024
Der Jury stand die kanadische Autorin und Rundfunksprecherin Eleanor Wachtel vor. Weitere Mitglieder waren die Dichterin Natalie Diaz, der Schriftsteller Romesh Gunesekera, der Künstler William Kentridge und der Autor, Herausgeber und Übersetzer Aaron Robertson. Für den Preis eingereicht werden konnten Bücher, die zwischen 1. Mai 2023 und 30. April 2024 im Vereinigten Königreich und Irland veröffentlicht wurden.
Die Preisverleihung fand am 21. Mai 2024 in der Tate Gallery of Modern Art in London statt. Preisgekrönt wurde die im Verlag Granta Books publizierte englischsprachige Übersetzung des deutschen Romans Kairos von Jenny Erpenbeck, die bereits 2015 mit dem eingestellten Vorgängerpreis, dem Independent Foreign Fiction Prize ausgezeichnet worden war. Sie ist die erste deutsche Autorin, die den International Booker Prize gewinnen konnte. Michael Hofmann ist der erste männliche Übersetzer, der die Auszeichnung erhielt.
| Preisträger und Nominierte (Shortlist)                                               | Titel (Originaltitel)                                          | Deutscher Titel             |
| ------------------------------------------------------------------------------------ | -------------------------------------------------------------- | --------------------------- |
| Selva Almada (Argentinien), Annie McDermott (Übersetzung)                            | Not a River (No es un río)                                     | Kein Fluss                  |
| Jenny Erpenbeck (Deutschland), Michael Hofmann (Übersetzung)                         | Kairos (Kairos)                                                | Kairos                      |
| Hwang Sok-yong (Südkorea), Sora Kim-Russell Youngjae und Josephine Bae (Übersetzung) | Mater 2-10 (철도원 삼대 / Cheoldowon Samdae)                   | nicht bekannt               |
| Jente Posthuma (Niederlande), Sarah Timmer Harvey (Übersetzung)                      | What I’d Rather Not Think About (Waar ik liever niet aan denk) | nicht bekannt               |
| Itamar Vieira Junior (Brasilien), Johnny Lorenz (Übersetzung)                        | Crooked Plow (Torto Arado)                                     | Die Stimme meiner Schwester |
| Ia Genberg (Schweden), Kira Josefsson (Übersetzung)                                  | The Details (Detaljerna)                                       | Die Details                 |

Longlist (mit den weiteren Nominierten)
| Nominierte (Longlist)                                                                      | Titel (Originaltitel)                    | Deutscher Titel       |
| ------------------------------------------------------------------------------------------ | ---------------------------------------- | --------------------- |
| Rodrigo Blanco Calderón (Venezuela), Noel Hernández González und Daniel Hahn (Übersetzung) | Simpatía (Simpatía)                      | nicht bekannt         |
| Urszula Honek (Polen), Kate Webster (Übersetzung)                                          | White Nights (Białe noce)                | nicht bekannt         |
| Ismail Kadare (Albanien), John Hodgson (Übersetzung)                                       | A Dictator Calls (Kur sunduesit grunden) | Der Anruf             |
| Andrij Kurkow (Ukraine), Boris Dralyuk (Übersetzung)                                       | The Silver Bone (Samson i Nadezhda)      | Samson und Nadjeschda |
| Veronica Raimo (Italien), Leah Janeczko (Übersetzung)                                      | Lost on Me (Niente divero)               | Nichts davon ist wahr |
| Domenico Starnone (Italien), Oonagh Stransky (Übersetzung)                                 | The House on Via Genito (Via Genito)     | Via Genito            |
| Gabriela Wiener (Peru), Julia Sanches (Übersetzung)                                        | Undiscovered (Huaco retrato)             | nicht bekannt         |

### Gesamtwerk (2005–2015)
| Jahr | Preisträger                   | Nominierungen | Jury |
| 2005 | Ismail Kadare (Albanien)      | - Margaret Atwood (Kanada) - Saul Bellow (USA) - Gabriel García Márquez (Kolumbien) - Günter Grass (Deutschland) - Milan Kundera (Tschechische Republik) - Stanisław Lem (Polen) - Doris Lessing (Vereinigtes Königreich) - Ian McEwan (Vereinigtes Königreich) - Naguib Mahfouz (Ägypten) - Tomás Eloy Martínez (Argentinien) - Kenzaburō Ōe (Japan) - Cynthia Ozick (USA) - Philip Roth (USA) - Muriel Spark (Vereinigtes Königreich) - Antonio Tabucchi (Italien) - John Updike (USA) - A. B. Yehoshua (Israel) | - John Carey (Vorsitz) - Alberto Manguel - Azar Nafisi                                                                                 |
| 2007 | Chinua Achebe (Nigeria)       | - Margaret Atwood (Kanada) - John Banville (Irland) - Peter Carey (Australien) - Don DeLillo (USA) - Carlos Fuentes (Mexiko) - Doris Lessing (Vereinigtes Königreich) - Ian McEwan (Vereinigtes Königreich) - Harry Mulisch (Niederlande) - Alice Munro (Kanada) - Michael Ondaatje (Kanada) - Amos Oz (Israel) - Philip Roth (USA) - Salman Rushdie (Indien/Vereinigtes Königreich) - Michel Tournier (Frankreich)                                                                                                | - Elaine Showalter (Vorsitz) - Nadine Gordimer - Colm Tóibín                                                                           |
| 2009 | Alice Munro (Kanada)          | - Peter Carey (Australien) - Evan S. Connell (USA) - Mahasweta Devi (Indien) - E. L. Doctorow (USA) - James Kelman (Vereinigtes Königreich) - Arnošt Lustig (Tschechische Republik) - V. S. Naipaul (Trinidad/Vereinigtes Königreich) - Joyce Carol Oates (USA) - Antonio Tabucchi (Italien) - Ngũgĩ wa Thiong’o (Kenia) - Dubravka Ugrešić (Kroatien) - Ljudmila Ulizkaja (Russland) - Mario Vargas Llosa (Peru)                                                                                                  | - Jane Smiley (Vorsitz) - Amit Chaudhuri - Andrei Kurkow                                                                               |
| 2011 | Philip Roth (USA)             | - Wang Anyi (VR China) - Juan Goytisolo (Spanien) - James Kelman (Vereinigtes Königreich) - John le Carré (Vereinigtes Königreich) - Amin Maalouf (Libanon) - David Malouf (Australien) - Dacia Maraini (Italien) - Rohinton Mistry (Indien/Kanada) - Philip Pullman (Vereinigtes Königreich) - Marilynne Robinson (USA) - Su Tong (VR China) - Anne Tyler (USA) | - Rick Gekoski (Vorsitz) - Carmen Callil (zog sich nach Bekanntgabe des Gewinners aus Protest aus der Jury zurück) - Justin Cartwright |
| 2013 | Lydia Davis (USA)             | - U. R. Ananthamurthy (Indien) - Aharon Appelfeld (Israel) - Intizar Hussain (Pakistan) - Yan Lianke (VR China) - Marie NDiaye (Frankreich) - Josip Novakovich (Kroatien/Kanada) - Marilynne Robinson (USA) - Wladimir Sorokin (Russland) - Peter Stamm (Schweiz) | - Christopher Ricks (Vorsitz) - Elif Batuman - Aminatta Forna - Yiyun Li - Tim Parks                                                   |
| 2015 | László Krasznahorkai (Ungarn) | - César Aira (Argentinien) - Hoda Barakat (Libanon) - Maryse Condé (Frankreich) - Mia Couto (Mosambik) - Amitav Ghosh (Indien) - Fanny Howe (USA) - Ibrahim al-Koni (Libyen) - Alain Mabanckou (Republik Kongo) - Marlene van Niekerk (Südafrika) | - Marina Warner (Vorsitz) - Nadeem Aslam - Elleke Boehmer - Edwin Frank - Wen-chin Ouyang                                              |